# 天主教明德盧教區
天主教明德盧教區（拉丁語：Dioecesis Mindelensis）是羅馬天主教會在非洲佛得角、直屬教廷的一個教區。2003年11月4日自佛得角的聖雅各伯教區分出，成為教區。
教區範圍包括向風群島，教座位於明德盧。2004年有教友140,114人（佔轄區人口95%），有二十名司鐸、十二個堂區。現任教區主教為伊爾多·桑托斯·洛佩茲·福蒂斯。